# Imer Group

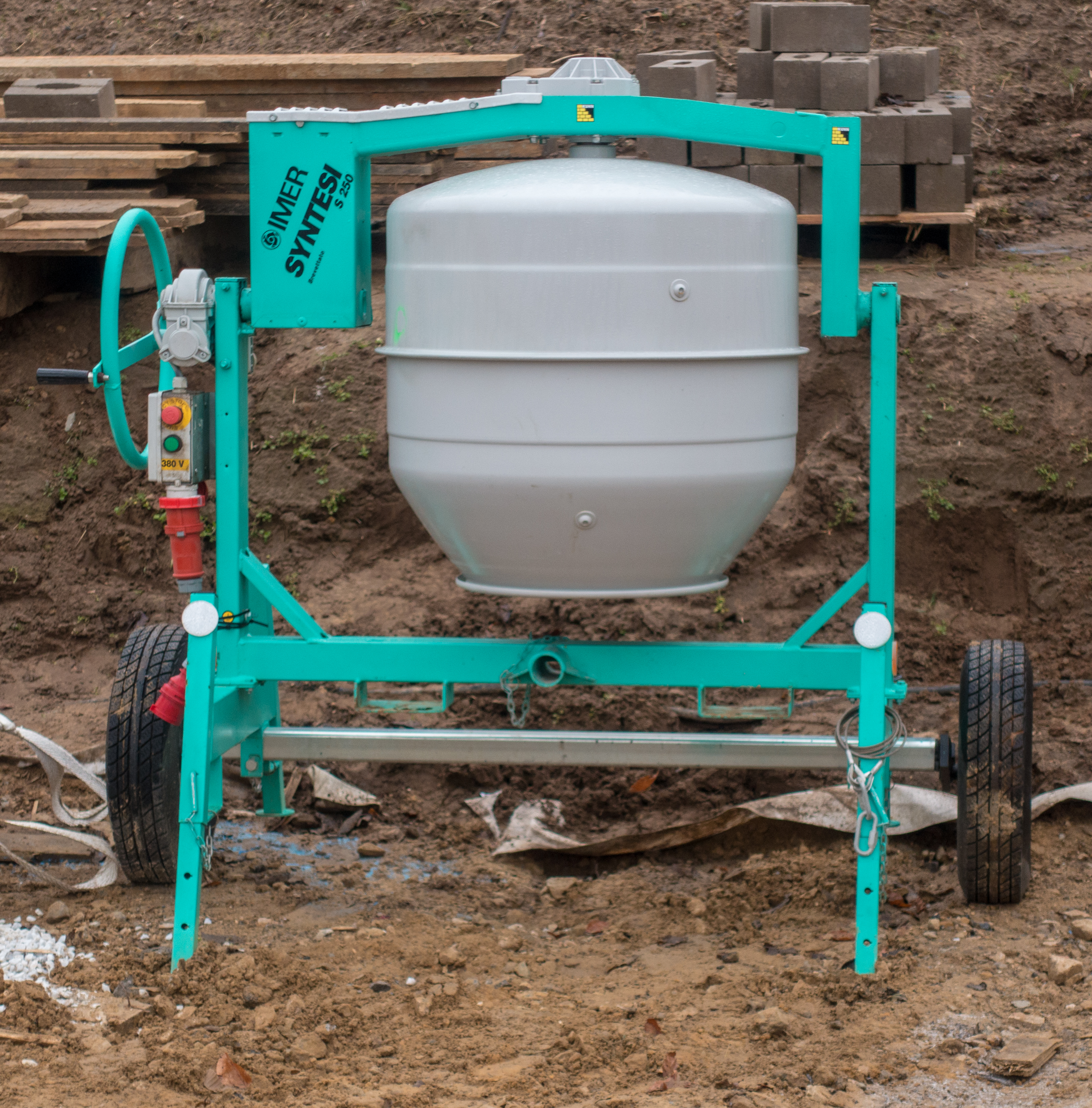

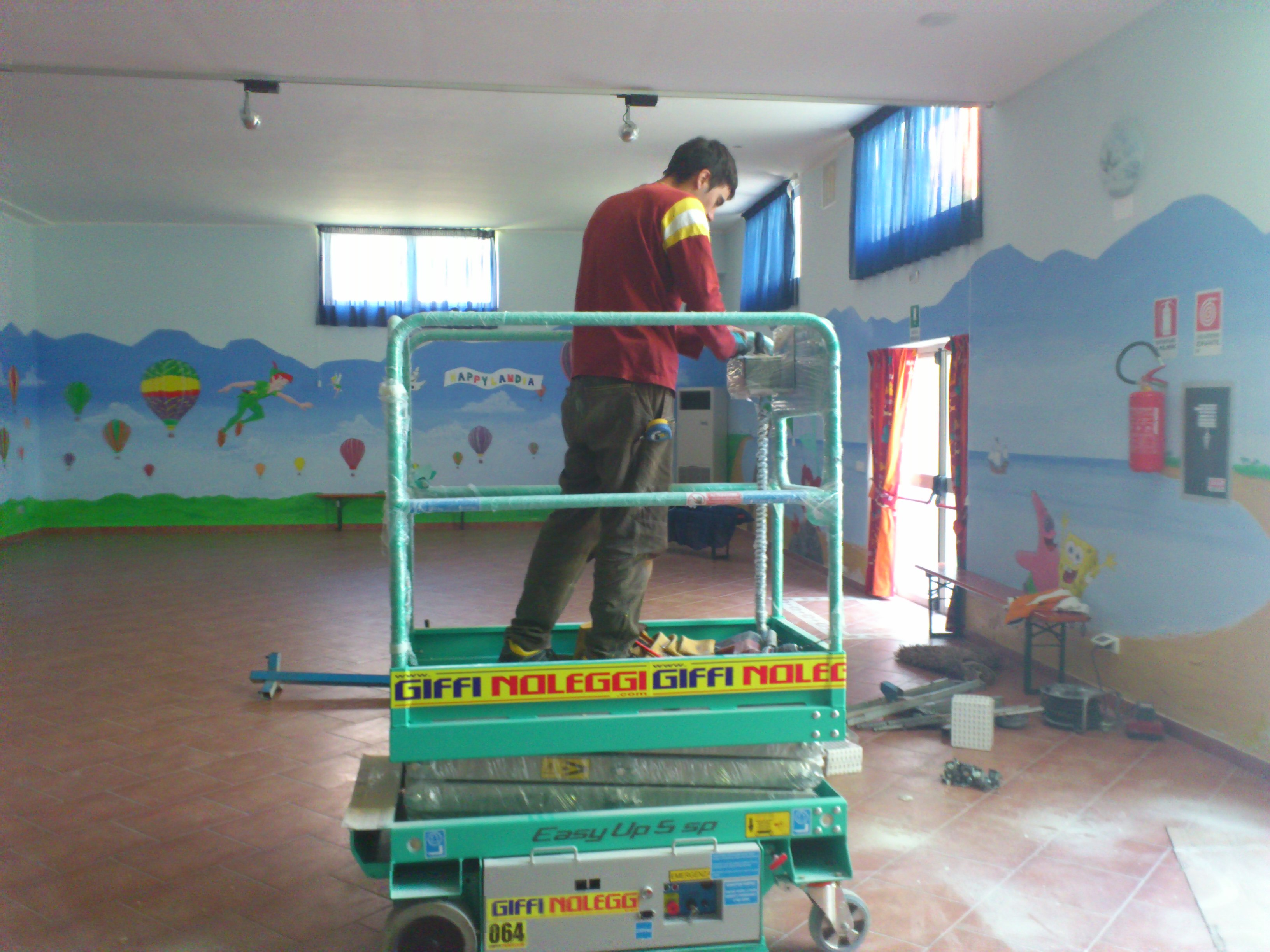

IMER Group SpA - Industrie Macchine Edili Riunite (Usines de Machines de Construction Réunies) est un groupe industriel italien fabricant de matériels de construction, constitué en 1973 par la fusion de deux entreprises créées en 1962. Le groupe a connu une forte croissance et s'est développé en rachetant plusieurs entreprises. C'est un des leaders européens dans son domaine.

## Histoire
IMER Group SpA a pour origine deux entreprises créées en 1962, la société  Bencini & Salvatori qui produit des bétonnières et Cobi des treuils. Les deux chefs d'entreprise qui se connaissent très bien, se lancent, ensemble, sur les marchés à l'exportation. En 1973, ils décident de fusionner leurs entreprises respectives et créent la société IMER SpA - Industrie Macchine Edili Riunite (Usines de Machines de Construction Réunies). Leur développement sera très rapide et dès 1981 ils créeront une première filiale directe de distribution à l'étranger. Après le rachat de plusieurs constructeurs de matériels du domaine de la construction, IMER est devenu un des leaders mondiaux des systèmes de fabrication et transport du béton dans le monde.

## Chronologie
- 1962 - Création des sociétés Bencini & Salvatori qui produisent des bétonnières et Cobi des treuils,
- 1965 - La part des bétonnières et treuil exportés devient significative,
- 1967 - Les 2 sociétés lancent les bases d'un réseau de distribution en France,
- 1973 - Fusion des deux entreprises et création d'IMER SpA
- 1981 - Après avoir diffusé ses produits à l'étranger par des importateurs indépendants, IMER SpA crée sa première filiale étrangère directe, IMER France à Vif près de Grenoble.
- 1982 - Création d'une filiale en Espagne, IMER Iberica,
- 1990 - Création d'une filiale aux États-Unis,
- 1999 - Rachat de la société "Officine Riunite" de Udine, au Nord-Est de l'Italie,
- 2000 - La société IMER SpA devient le groupe IMER Group SpA,
- 2001 - IMER Group SpA obtient la certification ISO 9001,
- 2002 - Rachat de la société italienne L&T, spécialiste du transport, pompage et mise en œuvre du béton, IMER devient un des leaders mondiaux de la spécialité,
- 2006 - Création d'une filiale commune IMER-L&T avec la société turque Metin Uygur,
- 2009 - Rachat de la société Iteco SpA de Pegognaga dans la Province de Mantoue, spécialiste des plateformes élévatrices mobiles en août,
- 2015 - IMER Group SpA crée 4 divisions spécifiques par produit : IMER Equipment, IMER Access, IMER Concrete et KATO IMER.

## Imer Group SpA
IMER Group SpA compte, en 2018, 650 salariés répartis dans cinq usines de production, quatre en Italie et une en Turquie : 
- IMER Italia à Rapolano Terme (Sienne) et Pegognaga (Mantoue),
- Officine Riunite à Basaldella (it) di Campoformido (Udine),
- KATO IMER à San Gimignano (Sienne),
- IMER-L&T à Aksaray (Turquie),

et cinq filiales commerciales à l'étranger : 
- IMER France à Grenoble,
- IMER Iberica à Saragosse,
- IMER USA à Capitol Heights (MD) et Hayward (CA),
- IMER ORU FAR EAST à Singapour,
- IMER China à Shanghai.

La gamme de produits du groupe est répartie dans quatre divisions :

### Imer equipment
Cette division dispose d'un site industriel à Rapolano Terme, dans la province de Sienne en Toscane. Elle est spécialisée dans la fabrication de machines et équipements pour la construction.
Cette division comporte sept lignes distinctes de produits destinés à des professionnels spécifiques du secteur.
- Bétonnières pour la fabrication du béton, petits et grands modèles,
- Centrales de production de béton compactes pour chantier,
- Manutention, élévateurs mécaniques, treuils, tous accessoires de levage,
- Machines à scier la céramique, les blocs de béton armé, le bois et l'asphalte,
- Compactage, pilons vibrants et compacteurs à plaques vibrantes, aiguilles vibrantes pour béton,
- Groupes électrogènes de toutes puissances, convertisseurs HF.

Une autre spécialité de cette division Équipement concerne les mélangeurs et la projection (application) de mortiers et de matériaux pré mélangés, et des machines pour le transport de substrats, des mortiers pour les chapes traditionnelles et autonivelantes.

### Imer access
Cette division dispose d'un site industriel à Pegognaga, dans la province de Mantoue en Lombardie. Elle est spécialisée dans la fabrication de nacelles élévatrices.
Cette division comporte une large gamme de produits destinés à toutes types d'activité : plateformes à ciseaux, avec ou sans pieds d'équilibrage ou patins d'assise, nacelles à bras déporté. La gamme propose des modèles électriques sur batteries rechargeables ou hybrides avec une unité diesel-électrique de production d'énergie pour les opérations spéciales. La base peut être avec roues motrices et directrices ou sur chenillettes.

### Imer concrete
Cette division dispose de deux sites industriels, à Basaldella di Campoformido, dans la province d'Udine dans le Frioul-Vénétie Julienne et à Aksaray en Turquie. Elle est spécialisée dans la fabrication de machines et équipements pour la production, le transport et la mise en œuvre du béton. 
La gamme comprend quatre lignes de produits :
- ReadyMix, installations de fabrication du béton prêt à l'emploi,
- MixOnSite, centrales à béton de chantier,
- Precast, centrales de production pour les ateliers de préfabrication,
- Truck Mixers, malaxeurs de taille et capacité allant de 3 à 12 m3 en France (15 m3 en Italie), montés sur les camions porteurs à 2, 3 ou 4 essieux ou semi-remorques, avec prise de force ou moteur auxiliaire, avec ou sans pompe à béton intégrée.

### Kato Imer Spa
Cette division dispose d'un site industriel à San Gimignano, dans la province de Sienne en Toscane. Elle est spécialisée dans la fabrication d'engins de terrassements de petite taille mini pelles mécaniques, mini dumpers, mini compacteurs etc. pour la construction. Cette entité est le fruit d'une joint-venture entre IMER Group et le groupe japonais IHI en 2002, baptisée IHIMER SpA. En novembre 2016, IHI est repris par le groupe KATO Works Ltd, créé en 1895 et le 17 février 2017, IHIMER est renommée KATO IMER SpA.

### Entreprises italiennes de génie-civil
- Classement des plus grandes entreprises italiennes
- Liste de constructeurs d'engins de génie civil